# Oša
L'Oša (in russo Оша?) è un fiume della Russia siberiana, affluente di sinistra del fiume Irtyš (bacino idrografico dell'Ob'). Scorre nei rajon Krutinskij, Tjukalinskij, Kolosovskij, Tarskij e Znamenskij dell'Oblast' di Omsk.

## Descrizione
L'Oša proviene dai laghi Krutinskie (Крутинские озера). Partendo dal piccolo lago Košara scorre poi attraverso il Kalykul', il Sazykul', il Tenis e l'Ačikul’.
Il fiume scorre in direzione nord-est e svolta poi in direzione nord. Ha una lunghezza di 530 km e il suo bacino è di 21 300 km². La sua portata media, a 43,4 km dalla foce, è di 4,95 m³/s.
Il fiume si prosciuga ogni anno, dividendosi in lunghi corsi d'acqua stagnante. L'Oša gela alla fine di ottobre, lo spessore del ghiaccio raggiunge i 70 cm e negli inverni rigidi congela completamente. La copertura del ghiaccio si rompe in aprile.
La valle del fiume è un'importante area agricola.